# Дальмас, Янник
Янни́к Дальма́с (фр. Yannick Dalmas, 28 июля 1961, Ле-Боссе) — французский автогонщик, участник чемпионатов мира по автогонкам в классе «Формула-1». Чемпион мира по автогонкам спортпрототипов 1992 года, четырёхкратный победитель гонки «24 часа Ле-Мана».

## Биография
В 1984 году выиграл чемпионат Франции в Формуле-Рено, в следующем году перешёл в Формулу-3. В 1986 году стал чемпионом Франции в Формуле-3 и выиграл гонку Формулы-3 в Монако. В следующем году выступал в Формуле-3000, выиграл гонки в По и Хараме, в конце сезона дебютировал в Формуле-1, на последнем Гран-при сезона в Австралии приехал пятым, но очков в зачёт чемпионата не получил, так как перед началом чемпионата его команда «Ляррусс» заявила в гонки всего один автомобиль, а в конце года выставила второй для Дальмаса, что автоматически аннулировало результаты дополнительного пилота. В 1988-90 годах провёл три сезона в Формуле-1 в командах «Ляррусс» и AGS, очков не набрал, за два сезона 1989 и 1990 года лишь шесть раз пробился на старт гонок.
В 1991 году перешёл в команду «Пежо», выступавшую в гонках спортпрототипов, выиграл в сезоне 1991 года две гонки, на следующий год стал чемпионом мира в гонках спортивных автомобилей, одержав три победы, в том числе в Ле-Мане. После закрытия чемпионата в 1993 году участвовал во французском чемпионате кузовных автомобилей, сериях DTM и ITC. В 1994-95 годах ещё дважды выигрывал гонку «24 часа Ле-Мана», заменял на двух этапах чемпионата Формулы-1 1994 года Филиппа Альо в команде «Ляррусс». С 1997 года соревновался в серии FIA GT, в 1999 году перешёл в чемпионат ALMS. В 1999 году вновь выиграл в Ле-Мане, выступая за команду «БМВ».

## Результаты гонок в Формуле-1
| Легенда к таблице |                                                                    |
| --- | ------------------------------------------------------------------ |
| В таблице перечислены результаты всех Гран-при Формулы-1, в которых принимал участие гонщик. Строками таблицы являются сезоны, столбцами — этапы чемпионата мира. В каждой клетке указаны сокращённое название этапа и результат, дополнительно обозначенный цветом. Расшифровка обозначений и цветов представлена в нижеследующей таблице. |                                                                    |
| \| Пример \| Описание \| \| ------------ \| ------------------------------------------------------------------ \| \| 1 \| Победитель \| \| 2 \| Второе место \| \| 3 \| Третье место \| \| 5 \| Финишировал, заработав очки \| \| Сход \| Не финишировал, но при этом заработал очки \| \| 12 \| Финишировал, не получив очков \| \| НКЛ \| Финишировал, но не попал в финальную классификацию \| \| 15 \| Участвовал вне зачёта, либо по отдельной классификации \| \| 18 \| Не финишировал, но попал в финальную классификацию \| \| Сход \| Не финишировал \| \| НКВ \| Не прошёл квалификацию \| \| НПКВ \| Не прошёл предквалификацию \| \| ДСК \| Дисквалифицирован \| \| ИСК \| Исключён из протокола соревнований \| \| ТТ \| Заявлен для участия только в тренировках \| \| НС \| Участвовал в квалификации, но не стартовал в гонке \| \| Т \| Травмирован или болен \| \| ОТК \| Отказ от участия \| \| НТР \| Прибыл на соревнования, но на трассу не выезжал \| \| НПР \| Был заявлен в числе участников, но не прибыл к началу соревнований \| \| О \| Соревнования отменены \| \| \| Не участвовал \| \| Поул-позиция \| \| \| Быстрый круг \| \| |                                                                    |
| Пример | Описание                                                           |
| 1 | Победитель                                                         |
| 2 | Второе место                                                       |
| 3 | Третье место                                                       |
| 5 | Финишировал, заработав очки                                        |
| Сход | Не финишировал, но при этом заработал очки                         |
| 12 | Финишировал, не получив очков                                      |
| НКЛ | Финишировал, но не попал в финальную классификацию                 |
| 15 | Участвовал вне зачёта, либо по отдельной классификации             |
| 18 | Не финишировал, но попал в финальную классификацию                 |
| Сход | Не финишировал                                                     |
| НКВ | Не прошёл квалификацию                                             |
| НПКВ | Не прошёл предквалификацию                                         |
| ДСК | Дисквалифицирован                                                  |
| ИСК | Исключён из протокола соревнований                                 |
| ТТ | Заявлен для участия только в тренировках                           |
| НС | Участвовал в квалификации, но не стартовал в гонке                 |
| Т | Травмирован или болен                                              |
| ОТК | Отказ от участия                                                   |
| НТР | Прибыл на соревнования, но на трассу не выезжал                    |
| НПР | Был заявлен в числе участников, но не прибыл к началу соревнований |
| О | Соревнования отменены                                              |
| | Не участвовал                                                      |
| Поул-позиция |                                                                    |
| Быстрый круг |                                                                    |

| Сезон | Команда | Шасси          | Двигатель   | Ш | 1        | 2        | 3       | 4        | 5        | 6        | 7      | 8        | 9        | 10       | 11       | 12       | 13       | 14       | 15       | 16       | Место | Очки |
| ----- | ------- | -------------- | ----------- | - | -------- | -------- | ------- | -------- | -------- | -------- | ------ | -------- | -------- | -------- | -------- | -------- | -------- | -------- | -------- | -------- | ----- | ---- |
| 1987  | Ляррусс | Lola LC87      | Ford        | G | БРА      | САН      | БЕЛ     | МОН      | ДЕТ      | ФРА      | ВЕЛ    | ГЕР      | ВЕН      | АВТ      | ИТА      | ПОР      | ИСП      | МЕК 9    | ЯПО 14   | АВС 5    | 19    | 2    |
| 1988  | Ляррусс | Lola LC88      | Ford        | G | БРА Сход | САН 12   | МОН 7   | МЕК 9    | КАН НКВ  | ДЕТ 7    | ФРА 13 | ВЕЛ 13   | ГЕР Сход | ВЕН 9    | БЕЛ Сход | ИТА Сход | ПОР Сход | ИСП Сход | ЯПО      | АВС      | —     | 0    |
| 1989  | Ляррусс | Lola LC88C     | Lamborghini | G | БРА НКВ  |          |         |          |          |          |        |          |          |          |          |          |          |          |          |          | —     | 0    |
| 1989  | Ляррусс | Lola LC89      | Lamborghini | G |          | САН Сход | МОН НКВ | МЕК НКВ  | США НКВ  | КАН НКВ  | ФРА    |          |          |          |          |          |          |          |          |          | —     | 0    |
| 1989  | AGS     | AGS JH23B      | Ford        | G |          |          |         |          |          |          |        | ВЕЛ НПКВ | ГЕР НПКВ | ВЕН НПКВ |          |          |          |          |          |          | —     | 0    |
| 1989  | AGS     | AGS JH24       | Ford        | G |          |          |         |          |          |          |        |          |          |          | БЕЛ НПКВ | ИТА НПКВ | ПОР ИСК  | ИСП НПКВ | ЯПО НПКВ | АВС НПКВ | —     | 0    |
| 1990  | AGS     | AGS JH24       | Ford        | G | США НПКВ | БРА Сход | САН     |          |          |          |        |          |          |          |          |          |          |          |          |          | —     | 0    |
| 1990  | AGS     | AGS JH25       | Ford        | G |          |          |         | МОН НПКВ | КАН НПКВ | МЕК НПКВ | ФРА 17 | ВЕЛ НПКВ | ГЕР НКВ  | ВЕН НКВ  | БЕЛ НКВ  | ИТА НКЛ  | ПОР Сход | ИСП 9    | ЯПО НКВ  | АВС НКВ  | —     | 0    |
| 1994  | Ляррусс | Larrousse LH94 | Ford        | G | БРА      | ТИХ      | САН     | МОН      | ИСП      | КАН      | ФРА    | ВЕЛ      | ГЕР      | ВЕН      | БЕЛ      | ИТА Сход | ПОР 14   | ЕВР      | ЯПО      | АВС      | —     | 0    |